# Hermanos Quay
Stephen y Timothy Quay, gemelos idénticos nacidos en Norristown (Pensilvania) y conocidos como los Hermanos Quay, son dos animadores estadounidenses muy influyentes, que utilizan la técnica de stop-motion con marionetas y otros objetos cotidianos. Su trabajo ha influido a directores como Tim Burton o Terry Gilliam.

## Carrera
Los Hermanos Quay residen y trabajan en Inglaterra, donde se trasladaron en 1969 para estudiar en el Royal College of Art de Londres, después de estudiar ilustración (Timothy) y cine (Stephen) en la Universidad de las Artes en Filadelfia. En Inglaterra hicieron sus primeros cortometrajes, que ya no existen debido al deterioro de las copias originales. Pasaron algún tiempo en los Países Bajos en la década de 1970 y luego regresaron a Inglaterra, donde se unieron a otro estudiante del Royal College, Keith Griffiths, que se convirtió en productor de todas sus películas. En 1980 el trío formó Koninck Studios, situado actualmente en Southwark (Londres).
Antes, de empezar con el cine, los Quay trabajaron como ilustradores profesionales. La primera edición de la novela de Anthony Burgess, The Clockwork Testament, or Enderby's End, cuenta con sus dibujos al inicio de cada capítulo. Casi tres décadas antes de que colaboraran directamente con Stockhausen, diseñaron la cubierta del libro Stockhausen: Conversaciones con el Compositor (ed Jonathan Cott, Simon & Schuster, 1973.). Después de diseñar portadas de libros de temática gótica y ciencia ficción mientras vivían en Filadelfia, los Quay fueron creando diseños para diferentes publicaciones donde reflejaban sus intereses en determinados escritores. De esta época datan portadas para libros de Italo Calvino, Louis-Ferdinand Céline o Mark Le Fanu (un libro sobre el cineasta Andréi Tarkovski).
La buenas críticas recibidas en 1986 por su cortometraje La Calle de los Cocodrilos, les dieron libertad artística para experimentar buscando nuevas formas estéticas. 
Han filmado dos largometrajes de acción en vivo: Instituto Benjamenta (1995) y El afinador de terremotos (2005). También dirigieron una secuencia animada de la película Frida.
Además han realizado varios videoclips para grupos como, His Name Is Alive, Michael Penn o 16 Horsepower. También trabajaron como animadores en el videoclip dirigido por Stephen R. Johnsonn para músico Peter Gabriel, aunque no quedaron contentos con su contribución, ya que consideraron que se habían visto forzados a imitar a Jan Švankmajer.
Además de su faceta de animadores o ilustradores, Los Quay desarrollan su creatividad en otros campos como el diseño de escenarios para ópera, ballet o teatro. Desde 1988, han creado sets y proyecciones para producciones internacionales. Su experiencia en escala de miniatura pasa así a la gran escala en las producciones de teatro y ópera de Richard Jones  (''El Amor de las Tres Naranjas'' de Prokófiev, ''Mazeppa'' de Tchaikovsky o el "Burgués Gentilhombre" de Molière). Su diseño del escenario para la reposición de ''Las Sillas'' de Ionesco  fue nominado para un premio Tony en 1998.

## Estilo
La mayoría de sus películas de animación cuentan con marionetas hechas de partes de muñecas y otros materiales orgánicos e inorgánicos, situados en lugares de una atmósfera oscura. Tal vez su trabajo más conocido es Street of Cocodriles, basado en la novela corta con el mismo nombre escrita por Bruno Schulz. Este corto fue elegido por el director Terry Gilliam como una de las diez mejores películas de animación de todos los tiempos, y el crítico Jonathan Romney lo incluyó en su lista de diez mejores películas de todos los tiempos.
La literatura es el punto de partida de la casi totalidad de sus proyectos en cine, aunque no se limitan a adaptar las obras, sino que las toman como referencia.
Su destreza en el desarrollo de ilustraciones y caligrafía se observa en los títulos, intertítulos y créditos, escritos a mano, de sus obras.
Con muy pocas excepciones, sus películas no tienen diálogos significativos. Por eso, la banda sonora es muy importante. Muchas de sus películas han sido musicadas por el compositor polaco Leszek Jankowski. En 2000, contribuyeron con un cortometraje para la serie Sound On Film de la BBC. El cortometraje era In Absentia y en él, daban forma visual a una pieza de 20 minutos del compositor de vanguardia Karlheinz Stockhausen. Siempre que posible, los Quay prefieren trabajar con música pregrabada.

## Influencias
La obra de los Hermanos Quay (1979 - presente) muestra una amplia gama de influencias, a menudo esotéricas, empezando por los animadores polacos Walerian Borowczyk y Jan Lenica, continuando con los escritores Franz Kafka, Bruno Schulz, Robert Walser y Michel de Ghelderode, los titiriteros Wladyslaw Starewicz y Richard Checa Teschner, o compositores como los checos Leos Janacek y Zdeněk Liška o el polaco Leszek Jankowski (que ha firmado muchas de las partituras originales de sus trabajos). El animador checo Jan Švankmajer, al que homenajearon en una de sus películas (El gabinete de Jan Švankmajer), también se cita a menudo como una influencia importante. Aunque en realidad, los hermanos Quay descubrieron a Švankmajer en 1983, cuando ya tenían un estilo propio. Ellos afirman que la influencia más significativa en su trabajo era Walerian Borowczyk, que hacia cortos de animación y películas de acción en vivo.

## Obra expuesta en museos
En 2003 crearon cuatro cortometrajes en colaboración con el compositor Steve Martland para un evento en vivo en la Tate Modern de Londres.
En 2012 el MoMA de Nueva York dedicó a los Quay una exposición retrospectiva organizada por Ron Magliozzi. En ella, se abarcaba toda su carrera desde su niñez y se mostraba material inédito por primera vez.
En 2014 su obra fue recogida en la exposición Metamorfosis, en el CCCB de Barcelona y la Casa Encendida de Madrid. La exposición recogía también el trabajo de Jan Švankmajer y Vladislav Staréwitch, relacionando entre sí la trayectoria fantástica de los cuatro artistas.
En 2015 Christopher Nolan seleccióno tres de los cortos de los Quay para mostrarlos en cine en 35mm, incluyendo un cortometraje documental realizado por él sobre los hermanos.

## Filmografía
| Año  | Título                                                                                       | Formato                      |
| ---- | -------------------------------------------------------------------------------------------- | ---------------------------- |
| 1979 | Nocturama Artificialia                                                                       | Cortometraje                 |
| 1980 | Punch & Judy: Tragical Comedy or Comical Tragedy                                             | Cortometraje documental      |
| 1981 | The Eternal Day of Michel De Ghelderode                                                      | Cortometraje                 |
| 1981 | Ein Brudemord                                                                                | Cortometraje                 |
| 1982 | Igor: The Paris Years                                                                        | Cortometraje documental      |
| 1983 | Janacek: Intimate Excursions                                                                 | Documental                   |
| 1984 | The Cabinet of Jan Svankmajer                                                                | Cortometraje                 |
| 1986 | Street of Cocodriles                                                                         | Cortometraje                 |
| 1987 | Rehearsals for Extinct Anatomies                                                             | Cortometraje                 |
| 1987 | This Unnameable Little Broom                                                                 | Cortometraje                 |
| 1987 | The Films of Brothers Quay                                                                   | Documental                   |
| 1988 | Dramolet: Stille Nacht I                                                                     | Cortometraje                 |
| 1991 | The Comb                                                                                     | Cortometraje                 |
| 1991 | The Calligrapher                                                                             | Cortometraje TV              |
| 1992 | Tales form the Vienna Woods: Stille Nacht III                                                | Cortometraje                 |
| 1993 | De Artificiali Perspectiva                                                                   | Cortometraje                 |
| 1994 | Are We Still Married: Stille Nacht II                                                        | Cortometraje                 |
| 1994 | Can't Go Wrong Without You: Stille Nacht IV                                                  | Cortometraje                 |
| 1995 | Institute Benjamenta or This Dream People Call Human Life                                    | Largometraje                 |
| 1995 | The Summit                                                                                   | Cortometraje para televisión |
| 2000 | In Absentia                                                                                  | Cortometraje                 |
| 2000 | Duet                                                                                         | Cortometraje                 |
| 2001 | Stille Natch V: Dog Door                                                                     | Cortometraje                 |
| 2003 | Songs for Dead Children                                                                      | Cortometraje                 |
| 2003 | The Phantom Museum: Random Forays Into the Vaults of Sir Henry Wellcome's Medical Collection | Cortometraje para televisión |
| 2005 | El afinador de terremotos (The Piano Tuner of EarthQuakes)                                   | Largometraje                 |
| 2007 | Eurydice... She, So Beloved                                                                  | Cortometraje                 |
| 2009 | Inwentorium Sladów                                                                           | Cortometraje documental      |
| 2010 | Maska                                                                                        | Cortometraje                 |
| 2011 | Trought the Weeping Glass: On the Consolations of Life Everlasting                           | Cortometraje documental      |
| 2013 | Unmistaken Hands: Ex Voto F.H.                                                               | Cortometraje                 |
| 2015 | I Hear My Name                                                                               | Cortometraje                 |

## Videoclips
| Año  | Artista           | Canción                                        |
| ---- | ----------------- | ---------------------------------------------- |
| 1986 | Peter Gabriel     | Sledgehammer (dirigido por Stephen R. Johnson) |
| 1991 | His Name Is Alive | Are We Still Married                           |
| 1993 | His Name Is Alive | Can't Go Wrong Without You                     |
| 1996 | 16 Horsepower     | Black Soul Choir                               |

## Otras lecturas
Artículos sobre los Hermanos Quay
- Buchan, Suzanne, "Liberation of the Mistake: A Glimpse into the Quay Brothers" Research Process', in: Proof, Vol 3 No 1 (2008): 16-20
- Costatini, Gustavo. "De Artificali Perspectiva: The Brothers Quay's Use of Sound and Music." Filmwaves Magazine, Issue 32 (2007): 43-47
- Buchan, Suzanne H. 'Choreographed Chiaroscuro, Enigmatic and Sublime.' Film Quarterly, Spring (1998): 2–15.
- Nichols Goodeve, Thyrza. "Dream Team: Thyrza Nichols Goodeve Talks with the Brothers Quay." Artforum, April (1996)
- Hammond, Paul. "In Mystery, Shrouded: On the Quays' New Film." Vertigo Magazine, Vol. 1 No.5 (1995): 18-20
- Atkinson, Michael. "The night countries of the Brothers Quay." Film Comment, September/October (1994): 36-44
- Atkinson, Michael. "Unsilent night: The Brothers Quay." Film Comment, Vol. 30 No. 5, September/October (1995): 25-38
- Romney, Jonathan. "The Same Dark Drift." Sight and Sound, Vol. 1, No. 11 (1992): 24-27
- Romney, Jonathan. "Brothers in Armature." City Limits. No. 446 (1990): 16-17
- Atkinson, Michael. "Stirrings in the Dust." Afterimage, No. 13 (1987): 4-9
- Wadley, Nick. "Masks, Music, and Dances of Dream". PIX, no. 2, January 1997, 126-134; + Interview with Brothers Quay, 135-143
- Hammond, Paul. "In Quay Animation." Afterimage 13, Autumn 1987: 54-67

Ensayos académicos sobre los Hermanos Quay
- Buchan, Suzanne. "The Animated Spectator: Watching the Quay Brothers' 'Worlds'". In Suzanne Buchan (Ed) Animated Worlds, pp 15–38. Eastleigh: John Libbey Publishing, 2006. ISBN 0-86196-661-9
- De Rosa, Agostino. "Dove lo sguardo esita" (Where the gaze hesitates). In Agostino De Rosa, Giuseppe D'Acunto (Ed), La Vertigine dello Sguardo. Tre saggi sulla rappresentazione anamorfica (The Vertigo of Sight. Three Essays on the Anamorphic Representation), pp 184–201. Venezia: Cafoscarina Publishing, 2002. ISBN 9788888613314
- Weiner, Steve. "The Quay Brothers' The Epic of Gilgamesh and the 'Metaphysics of Obscenity'" in J. Pilling (Ed.), A Reader in Animation Studies London, John Libbey & Company, 1997.

Libros sobre los Hermanos Quay
- Mikurda, Kuba and Prodeus, Adriana (Eds). Trzynasty miesiąc. Kino Braci Quay. Cracow-Warsaw: Korporacja Ha!art & IFF Era New Horizons, 2010. ISBN 978-83-61407-62-1. (in Polish)
- Buchan, Suzanne. The Quay Brothers. Into a Metaphysical Playroom. University of Minnesota Press, 2010. ISBN 0-8166-4659-7
- Buchan, Suzanne, et al. The Quay Brothers' Universum. nai010, EYE, 2013. ISBN 978-94-6208-127-7
- Pilling, Jayne and Fabrizio Liberti (Eds). Stephen e Timothy Quay. Bergamo: Stamperia Stefanoni, 1999.

Catálogos
- Costa, Jordi. (Ed) "Quay Brothers". Sitges: Sitges Festival Internacional de Cinema de Catalunya, 2001.
- Dormitorium: An Exhibition of Film Décors. Philadelphia, PA: The University of the Arts, 2009.
- Magliozzi, Ronald S. and Edwin Carels. Quay Brothers: On Deciphering the Pharmacist's Prescription for Lip-Reading Puppets. NY: The Museum of Modern Art, [2012]. ISBN 9780870708435.

- Datos: Q1625290
- Multimedia: Brothers Quay / Q1625290